# Casa Labra

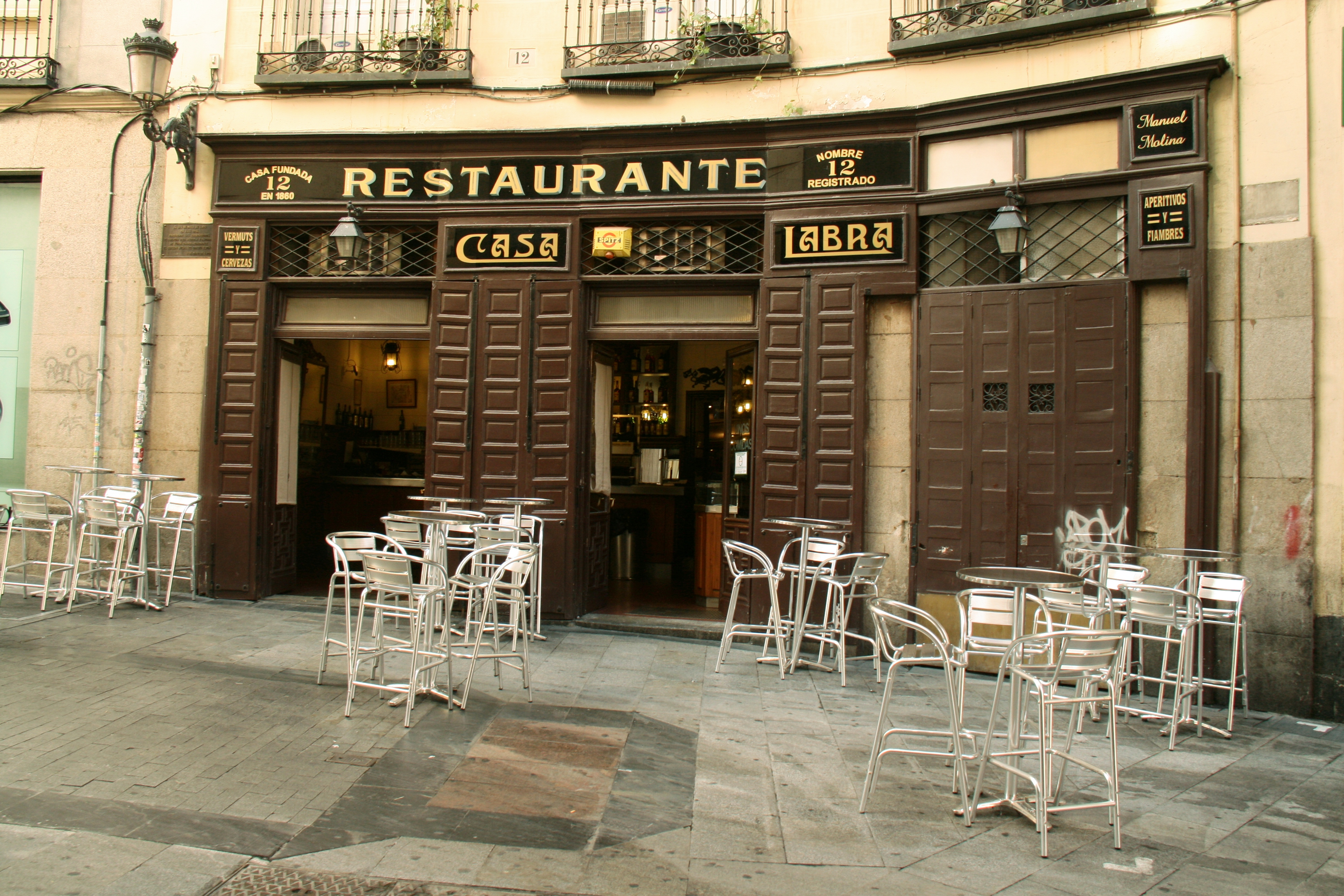
Fachada del bar-restaurante Casa Labra de Madrid fundado en 1860.

Casa Labra es un bar-restaurante de Madrid fundado en 1860 y ubicado en la calle de Tetuán, 12, a muy pocos metros de la céntrica Puerta del Sol. Es famosa por haber sido el lugar donde se fundó clandestinamente el Partido Socialista Obrero Español (PSOE) el 2 de mayo de 1879 por un grupo de trabajadores e intelectuales, encabezados por el tipógrafo Pablo Iglesias Posse, lo que se recuerda en una placa en la fachada del local.

## Características
Se trata de un local en el que se puede comer de pie (cuenta con muy pocas mesas en la zona de bar) unas tapas de bacalao frito (también conocidos como Soldaditos de Pavía) o atún con tomate. Mantiene el servicio separado: la comida (tapas) se pide en una especie de taquilla con mostrador, y la bebida en la barra. Destaca un gran espejo de la época donde hay un cartel que dice "El que bien bebe hace lo que debe", recordando la obligación de abonar lo consumido. En un apartado interior se puede sentar y hay servicio de mesa. El local mantiene la decoración de antaño. Adyacente está el restaurante donde se pueden probar especialidades de la gastronomía de Madrid. Se puede acceder desde el interior. Desde comienzos del siglo XXI se ha habilitado una terraza exterior que da a la calle, lo que evita comer de pie.

## Especialidades
Este sitio de reunión se ha especializado en servir «soldaditos de Pavía» (bacalao rebozado y frito), croquetas de bacalao y tacos de atún. Se sirve como bebida cervezas (cañas) o vino de Valdepeñas. El restaurante posee varias especialidades en bacalao.